# Фріц Шреккенбах
Фріц Шреккенбах (нім. Fritz Schreckenbach; 24 липня 1914 — 11 листопада 1993) — німецький військовик, оберфельдфебель вермахту. Кавалер Лицарського хреста Залізного хреста.
Після Другої світової війни служив в національній народній армії.

## Нагороди
- Залізний хрест 2-го і 1-го класу
- Лицарський хрест Залізного хреста (5 вересня 1944) — як оберфельдфебель і командир взводу 4-ї роти 5-го танково-розвідувального дивізіону 5-ї танкової дивізії.